# Bembidion pallidipenne
Bembidion pallidipenne es una especie de escarabajo del género Bembidion, familia Carabidae. Fue descrita científicamente por Illiger en 1802.
Se distribuye por Bielorrusia, Bélgica, Dinamarca, Estonia, Francia, Alemania, Gran Bretaña, Irlanda, Letonia, Lituania, Países Bajos, Noruega, Portugal, Rusia, España y Suecia.

## Sinonimia
- Bembidion andreae Gyllenhal, 1810
- Bembidion frisium P. Meyer, 1938
- Elaphrus pallidipennis Illiger, 1802
- Princidium pallidipenne (Illiger, 1802)